# Carlo Montagna
Carlo Montagna (Trento, 8 marzo 1936 – Povo, 13 maggio 2015) è stato un attore teatrale italiano attivo anche in cinema e televisione.

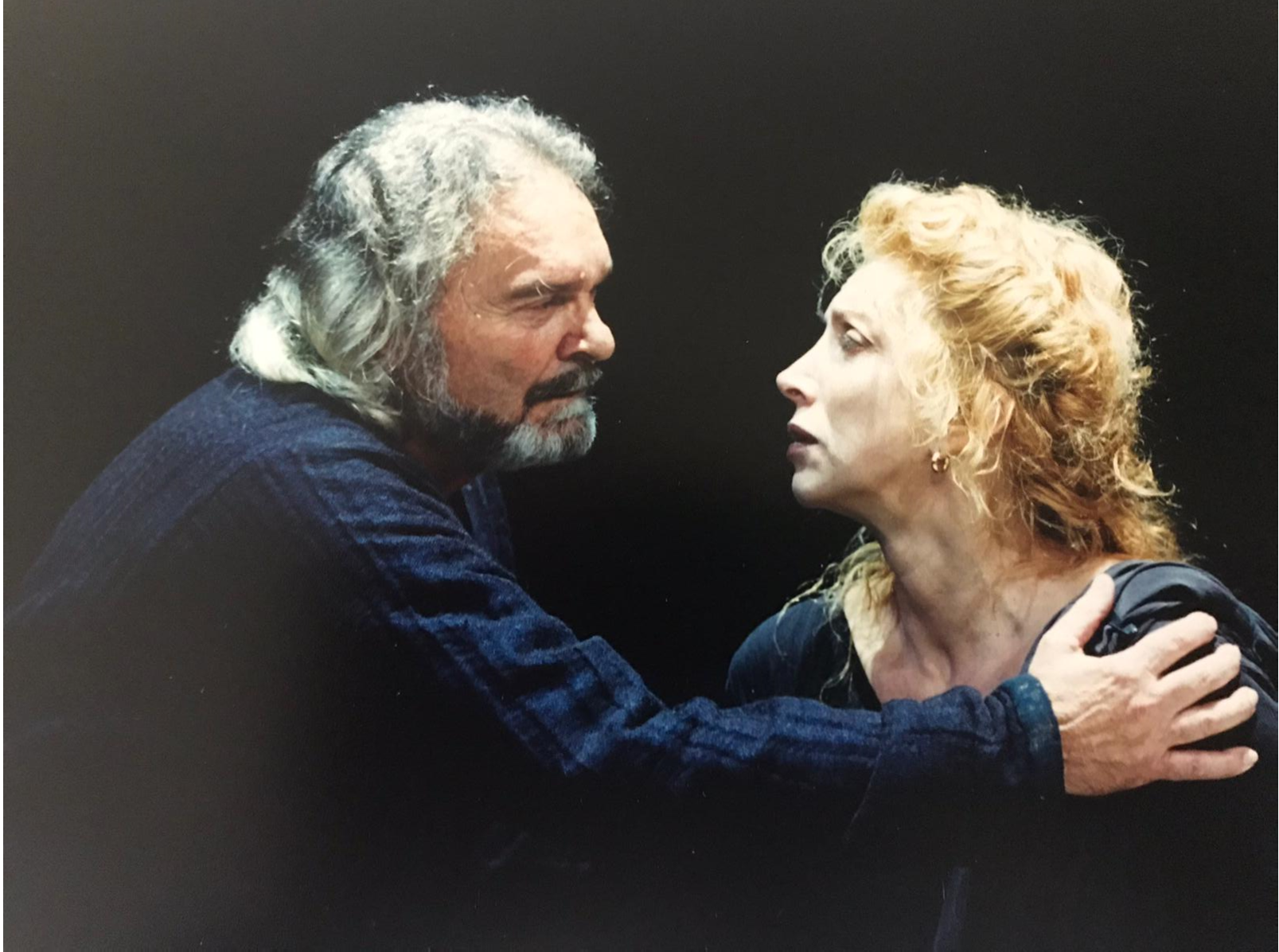
Carlo Montagna e Mariangela Melato in Fedra di Jean Racine

Diplomato verso la fine degli anni 1950 alla Scuola d'Arte Drammatica del Piccolo Teatro di Milano diretto da Giorgio Strehler, per nove anni ha collaborato con Vittorio Gassman nel suo Teatro Popolare Italiano e con grandi registi quali Mario Missiroli, Luigi Squarzina, Francesco Macedonio e in particolare Luca Ronconi, con il quale ha strettamente collaborato per un lungo periodo in particolare nell'Orlando furioso, sia nella versione teatrale del 1969 sia nell'Orlando furioso del 1974.

## Biografia
È nato a Trento l'8 marzo 1936, figlio dell'ingegner Alessandro Montagna e di Lucia Maino, penultimo di sei fratelli, ha trascorso la sua adolescenza a Milano, dove ha frequentato e si è diplomato al Liceo Artistico. Dopo alcune esperienze artistiche giovanili, è stato ammesso, e ha intrapreso il percorso accademico, presso la Scuola d'Arte Drammatica del Piccolo Teatro di Milano, diretto da Giorgio Strehler, ove si è diplomato nel 1958.
Verso i primi anni sessanta ha acquistato, con la sua famiglia, il castello medioevale Castel Madruzzo, della omonima frazione del comune di Madruzzo, vicino a Trento, dove nel 1978 ha preso la residenza.

### Carriera
È stato un attore estremamente versatile, con una forte propensione all'approfondimento dei testi e dei personaggi da interpretare e con doti attoriali e una signorilità che gli hanno consentito una capacità interpretativa e una presenza scenica importanti, accompagnate da una forte vocalità.
Ha avuto una spiccata propensione per il teatro drammatico, al quale si è prevalentemente dedicato. In particolare, per le sue caratteristiche e capacità, è stato un ottimo attore shakespeariano, interpretando comunque anche personaggi di diversi autori (Eschilo, Kraus, Racine, Ariosto…). Non ha disdegnato però anche ruoli brillanti, prevalentemente in commedie di Carlo Goldoni.
Nel 1960 ha iniziato un lungo sodalizio di nove anni con Vittorio Gassman nel Teatro Popolare Italiano, collaborando con lui anche in seguito nel corso della sua carriera artistica.
Con Vittorio Gassman ha partecipato a importanti produzioni tra le quali Orestiade del 1960, Riccardo III del 1968, Otello del 1982 e Macbeth del 1983 rappresentata anche al Festival Shakespeariano del Teatro romano di Verona.
Nel 1968 con Riccardo III, sempre con il Teatro Popolare Italiano e con Vittorio Gassman, ha iniziato a collaborare con il regista Luca Ronconi, in un sodalizio che è continuato negli anni successivi, con particolare riguardo al grande successo nazionale e internazionale dell'Orlando furioso, sia nella versione teatrale del 1969 sia nella miniserie televisiva Orlando furioso del 1974, nel quale ha interpretato Rodomonte.
Con la regia di Luca Ronconi si ricordano anche le sue interpretazioni in L'uomo difficile del 1990, Gli ultimi giorni dell'umanità del 1990, L'affare Makropulos del 1993, Affabulazione di Pier Paolo Pasolini del 1993 e Ruy Blas del 1995.
Ha collaborato anche con Gianfranco De Bosio, nel 1958 in Gli amori di Platonov e nel 1959 ne Il ballo dei ladri, con Sandro Rossi nel 1967 ne Il Guerriero, L'Amazzone, lo Spirito della Poesia nel verso immortale del Foscolo.
Ha collaborato con Luigi Squarzina in Domino nel 1987, con Mario Missiroli in La locandiera del 1972, interpretando il marchese di Ripafratta, e in Molto rumore per nulla, sempre del 1972.
Con la regia di Francesco Macedonio, nel 1973, ha interpretato Casa di bambola; nel 1979 Il Tartuffo; nel 1988 Vecchio mondo e nel 1989 Storie d'amore.
Con la regia di Benno Besson, Edipo Tiranno nel 1980; nel 1992 con la regia di Giorgio Marini, Riunione di famiglia; nel 1982 con la regia di Alvaro Piccardi Il Bugiardo.
Ha concluso la sua carriera teatrale nel 2001 con Mariangela Melato e il Teatro Stabile di Genova nella Fedra di Jean Racine, con la regia di Marco Sciaccaluga.
In teatro ha collaborato con i maggiori attori italiani quali in particolare Vittorio Gassman, Mariangela Melato, Edmonda Aldini, Anna Maria Guarnieri, Ottavia Piccolo, Umberto Orsini, Paola Quattrini, Marisa Fabbri, Paolo Bonacelli, Ariella Reggio, Carlotta Barilli, Ugo Maria Morosi, Ugo Pagliai, Paola Gassman, Luciano Virgilio e Vittorio Franceschi.
Ha lavorato anche nel cinema e in televisione. Nel cinema ha partecipato al film L'arcidiavolo di Ettore Scola, con Vittorio Gassman e in televisione, oltre alla miniserie Orlando furioso del 1974, ha partecipato anche allo sceneggiato Marco Visconti del 1975, accanto a Raf Vallone.

## Vita privata
Nel 1989 si è legato a Marta dell'Elmo Saracini, con la quale si è sposato a Povo (TN) nel 2012.

## Teatro

### Teatro Popolare Italiano di Vittorio Gassman
- Orestiade di Eschilo, regia di Vittorio Gassman, Luciano Lucignani (1960)
- Un marziano a Roma di Ennio Flaiano, regia di Vittorio Gassman (1961)
- Questa sera si recita a soggetto di Luigi Pirandello, regia di Vittorio Gassman (1962)
- Caos di Luigi Pirandello, regia di Vittorio Gassman, Luciano Lucignani (1962)
- Il gioco degli eroi di vari autori, regia di Vittorio Gassman (1963)
- Otello di William Shakespeare, regia di Alvaro Piccardi (1982)
- Macbeth di William Shakespeare regia di Vittorio Gassman (1983)

### Collaborazioni con Luca Ronconi
- Riccardo III di William Shakespeare, regia di Luca Ronconi (1968)
- Orlando Furioso di Ludovico Ariosto, regia di Luca Ronconi (1969)
- Das Kätchen von Heilbronn di Heinrich von Kleist, regia di Luca Ronconi (1972)
- L'uomo difficile di Hugo von Hofmannsthal, regia di Luca Ronconi (1990)
- Gli ultimi giorni dell'umanità di Karl Kraus, regia di Luca Ronconi (1990)
- La pazza di Chaillot di Jean Giraudoux, regia di Luca Ronconi (1990)
- L'affare Makropulos di Karel Čapek, regia di Luca Ronconi (1993)
- Affabulazione di Pier Paolo Pasolini, regia di Luca Ronconi (1993)
- Sturm und Drang di Friedrich Maximilian Klinger, regia di Luca Ronconi (1995)
- Ruy Blas di Victor Hugo, regia di Luca Ronconi (1995)

### Altre collaborazioni
- Gli amori di Platonov di Anton Čechov, regia di Gianfranco De Bosio (1958)
- Il ballo dei ladri di Jean Anouilh, regia di Gianfranco De Bosio (1959)
- Il Guerriero, L'Amazzone, lo Spirito della Poesia nel verso immortale del Foscolo di Carlo Emilio Gadda, regia di Sandro Rossi (1967)
- La locandiera di Carlo Goldoni, regia di Mario Missiroli (1972)
- Molto rumore per nulla di William Shakespeare, regia di Mario Missiroli (1972)
- Casa di bambola di Henrik Ibsen, regia di Francesco Macedonio (1973)
- Il Tartuffo di Molière, regia di Francesco Macedonio (1979)
- Edipo tiranno di Sofocle, regia di Benno Besson (1980)
- Il bugiardo di Carlo Goldoni, regia di Alvaro Piccardi (1982)
- Domino di Marcel Achard, regia di Luigi Squarzina (1987)
- Vecchio mondo di Aleksei Nikolaevič Arbuzov, regia di Francesco Macedonio (1988)
- Storie d'amore di Anton Čechov, regia di Francesco Macedonio (1989)
- Riunione di famiglia di Thomas Stearns Eliot, regia di Giorgio Marini (1992)
- Fedra di Jean Racine, regia di Marco Sciaccaluga (2000)

## Filmografia

### Cinema
- L'arcidiavolo, regia di Ettore Scola (1966)

### Televisione
- Orlando furioso, regia di Luca Ronconi (1974)
- Marco Visconti, regia di Anton Giulio Majano (1975)